# ロムアルド・クリム
ロムアルド・クリム（ロシア語: Ромуальд Иосифович Клим, ラテン文字転写: Romual'd Iosifovich Klim, 1933年5月25日 - 2011年5月28日）は、ソビエト連邦の陸上競技選手。

## 人物
現在のベラルーシ共和国ミンスク州ネスヴィジ郡出身。ハンマー投の選手として1964年東京オリンピックに出場し、69m74のオリンピック新記録で前回大会銀メダルのハンガリーのジュラ・ジボツキーらをおさえ金メダルを獲得。
クリムは、4年後の1968年メキシコシティーオリンピックにも出場し、73m28で、優勝したジボツキーにわずか8cm及ばなかったものの銀メダルを獲得。2大会連続の表彰台に上がった。
2011年5月28日に死去。78歳没。

## 主な実績
| 年   | 大会                 | 場所                       | 種目       | 結果 | 記録  |
| ---- | -------------------- | -------------------------- | ---------- | ---- | ----- |
| 1964 | オリンピック         | 東京（日本）               | ハンマー投 | 1位  | 69m74 |
| 1966 | ヨーロッパ陸上選手権 | ブダペスト（ハンガリー）   | ハンマー投 | 1位  | 70m02 |
| 1968 | オリンピック         | メキシコシティ（メキシコ） | ハンマー投 | 2位  | 73m28 |
| 1969 | ヨーロッパ陸上選手権 | アテネ（ギリシャ）         | ハンマー投 | 2位  | 72m74 |

## 脚註
1. ↑  УШЕЛ ВЕЛИКИЙ ЧЕМПИОН ベラルーシオリンピック委員会告示 2011年5月30日付